# Ptychohyla leonhardschultzei
Ptychohyla leonhardschultzei (Rana de árbol de Schultze) es una especie de anfibio anuro de la familia Hylidae.

## Distribución geográfica
Esta especie es endémica de México. Habita entre los 700 y 2000 m de altitud en el lado del Pacífico de la Sierra Madre del Sur en los estados de Guerrero y Oaxaca.

## Etimología
Esta especie lleva el nombre en honor a Leonhard Schultze-Jena (1872-1955).

## Publicación original
- Ahl, 1934 : Über eine sammlung von Reptilien und Amphibien aus Mexiko. Zoologischer Anzeiger, vol. 106, n.º 7/8, p. 184-186.[6]